# IC 2778
IC 2778 је појединачна звијезда у сазвјежђу Лав која се налази на листи објеката дубоког неба у Индекс каталогу.
Деклинација објекта је + 12° 31' 36" а ректасцензија 11h 22m 41,9s.